# Benkovski (distrikt i Plovdiv)
Benkovski (bulgariska: Бенковски) är ett distrikt i Bulgarien.   Det ligger i kommunen obsjtina Maritsa och regionen Plovdiv, i den centrala delen av landet, 120 kilometer öster om huvudstaden Sofia.
Trakten runt Benkovski består till största delen av jordbruksmark. Runt Benkovski är det ganska tätbefolkat, med 54 invånare per kvadratkilometer.